# Miriam H. Auer
Miriam H. Auer (* 1983 in Friesach, Kärnten) ist eine Schriftstellerin und Dozentin für Anglistik und Amerikanistik.

## Leben
Ihr Studium der Anglistik und Germanistik schloss sie 2015 mit ihrer Dissertation Poetry in Motion and Emotion als Dr. phil. ab. Seit 2014 arbeitet sie als Dozentin am Institut für Anglistik und Amerikanistik der Alpen-Adria-Universität Klagenfurt.
Auer schreibt Lyrik, sprachspielerische Prosa, Lesedramen/kurze Theaterstücke und Songtexte. Kürzere Texte sind in verschiedenen Literatur- und Kulturzeitschriften erschienen. Ab 2014 publizierte sie darüber hinaus zwei Romane und eine Novelle in der Edition Meerauge des Klagenfurter Verlags Johannes Heyn.
Miriam H. Auer ist Mitglied der IG Autorinnen/Autoren und des Kärntner Schriftstellerverbandes sowie der Grazer Autorenversammlung.

## Bücher
- Hinter der Zeit. Umnachtungsnovelle. Klagenfurt: Edition Meerauge, Verlag Johannes Heyn, 2014. ISBN 9783708405322
- Knochenfische. Roman. Klagenfurt: Edition Meerauge, Verlag Johannes Heyn, 2017. ISBN 9783708405797
- Violent Dancing. Roman. Klagenfurt: Edition Meerauge, Verlag Johannes Heyn, 2020. ISBN 9783708406312

## Auszeichnungen
- 2013: Siegerin beim zweisprachigen Wettbewerb Kärnten wortwörtlich!/Koroška v besedi! der Stadtgemeinde Bleiburg/Pliberk mit der Kurzgeschichte Bäume ernten.
- 2014: Zweiter Platz beim Preis des Kärntner Schriftstellerverbandes für neue Literatur.
- 2014/2015: Zweimal Platz 5 beim Kärntner Lyrikpreis.
- 2015: Platz 3 beim Jurybewerb des Wiener Werkstattpreises.
- 2015: Förderungspreis für Literatur des Landes Kärnten.
- 2016: Anerkennungspreis des Kärntner Schriftstellerverbandes.
- 2016: Shortlist des Literaturpreises Alpha mit "Hinter der Zeit".
- 2016: Arbeitsstipendium des österreich. Bundeskanzleramts für den Roman Knochenfische.
- 2017: Unter den Gewinnerinnen des Ö1-Literaturwettbewerbs mit dem Text "Zebraritäten", gesendet in den ORF-Radiogeschichten vom 29. November 2017[3]
- 2018: Theodor-Körner-Förderpreis für das in Arbeit befindliche Romanprojekt Violent Dancing

Belege Auszeichnungen